# Johannes Hirt
Johannes Hirt, né le 27 avril 1859 à Worms et mort le 30 octobre 1917 à Karlsruhe, est un sculpteur allemand.

## Biographie
Johannes Hirt étudie auprès de Fritz Schaper à l'académie de Berlin. Il travaille à l'école de sculpture de Furtwangen, avant de déménager à Karlsruhe, où il collabore avec Adolf Heer. Il habite et travaille aussi quelque temps à Worms.

## Œuvres
Hirt est l'auteur de la fontaine d'Hygée devant les bains de Vierordt à Karlsruhe, des statues de la Badenia et de Fidelitas ainsi que le bas-relief du fronton de l'hôtel de ville de Karlsruhe. Les deux figures allégoriques plus grandes que nature, pesant chacune environ 2 tonnes, que Hirt avait sculptées après un concours annoncé en 1897 pour la conception de la façade de l'hôtel de ville et qui avaient été érigées en 1900 pour l'escalier de la mairie, ont été fondues en 1940 pour les besoins de la guerre.
Hirt a également participé à la conception du monument de l'empereur Guillaume Ier par Adolf Heer, inauguré en 1897. Sa figure de la muse Clio, comme les trois autres personnages qui l'accompagnent sur la base du monument, a été fondue pendant la Seconde Guerre mondiale, mais un modèle en plâtre d'elle a été conservé dans une collection privée.
En 1905, il est l'auteur de  Hagen jette le trésor des Nibelungen dans le Rhin (dit le monument de Hagen) à Worms, en 1906 le haut-relief Siegfried tue le dragon au Festspielhaus de Worms. Il est possible que le modèle de Hagen ait été une version de Julius Schnorr von Carolsfeld. Cette statue a été installée jusqu'en 1932 au Wormser Wäldchen, puis a été déplacée à son emplacement actuel au bord du Rhin.
Hirt est aussi l'auteur des statues funéraires de la Württembergische Metallwarenfabrik (WMF) pour des productions en série en galvanoplastie. Un exemple du modèle 774a qui a été conservé peut être admiré au cimetière d'Ohlsdorf à Hambourg: il s'agit de la tombe familiale Schrader-Prediger (1899). Avec Heer, il a conçu individuellement les bas-reliefs sur la sépulture de Wilhelm et Frieda Blos au cimetière principal de Karlsruhe. Cependant, son médaillon de portrait de Wilhelm Blos de 1896 a été enlevé lors de la fin de la concession de la tombe.

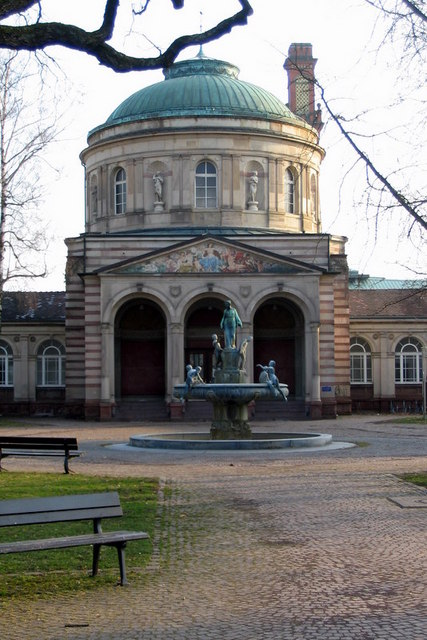
La fontaine d'Hygée devant les bains de Vierordt à Karlsruhe.
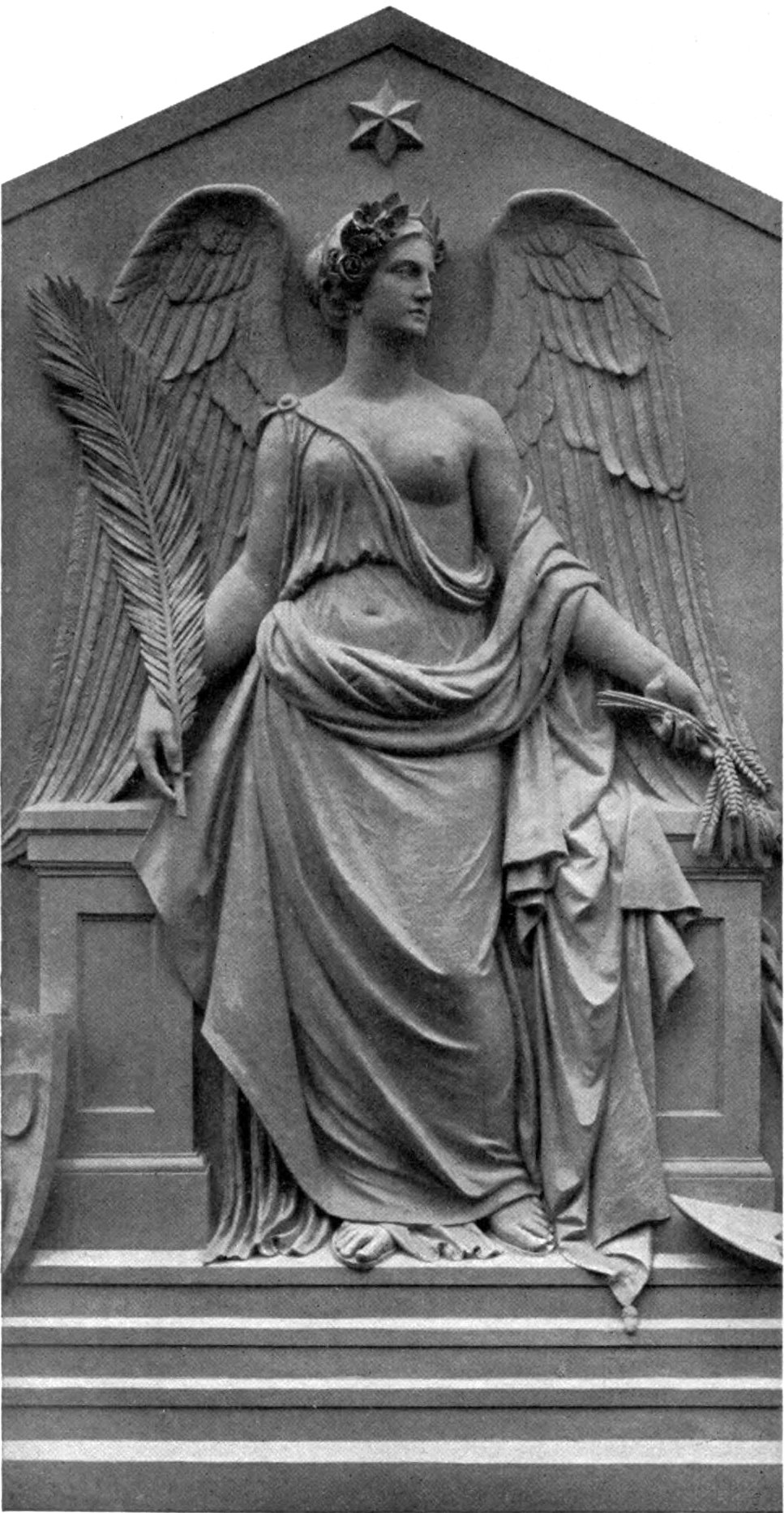
Figure de bas-relief au fronton de l'hôtel de ville de Karlsruhe.
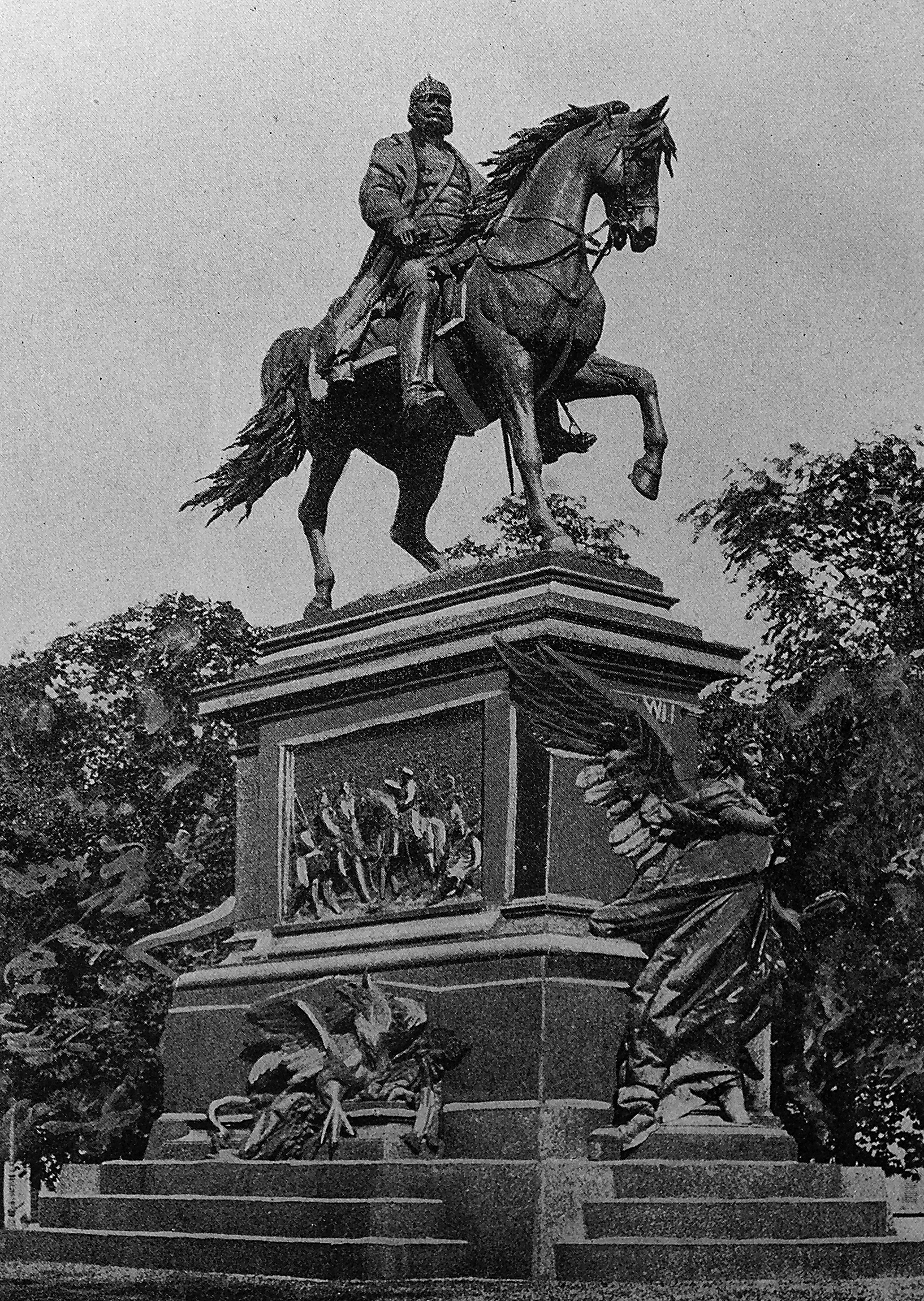
Monument de Guillaume Ier à Karlsruhe.
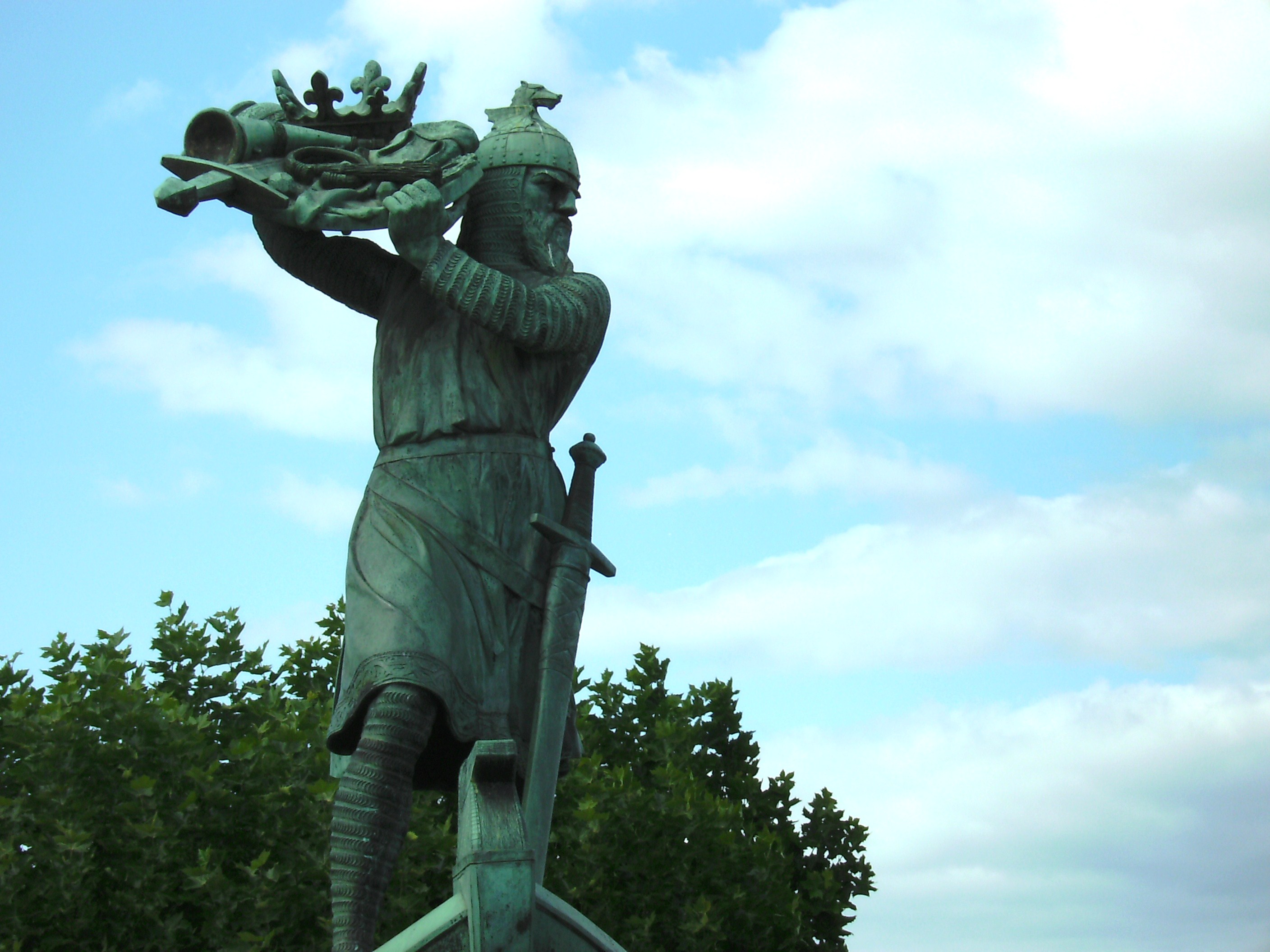
Monument de Hagen à Worms.
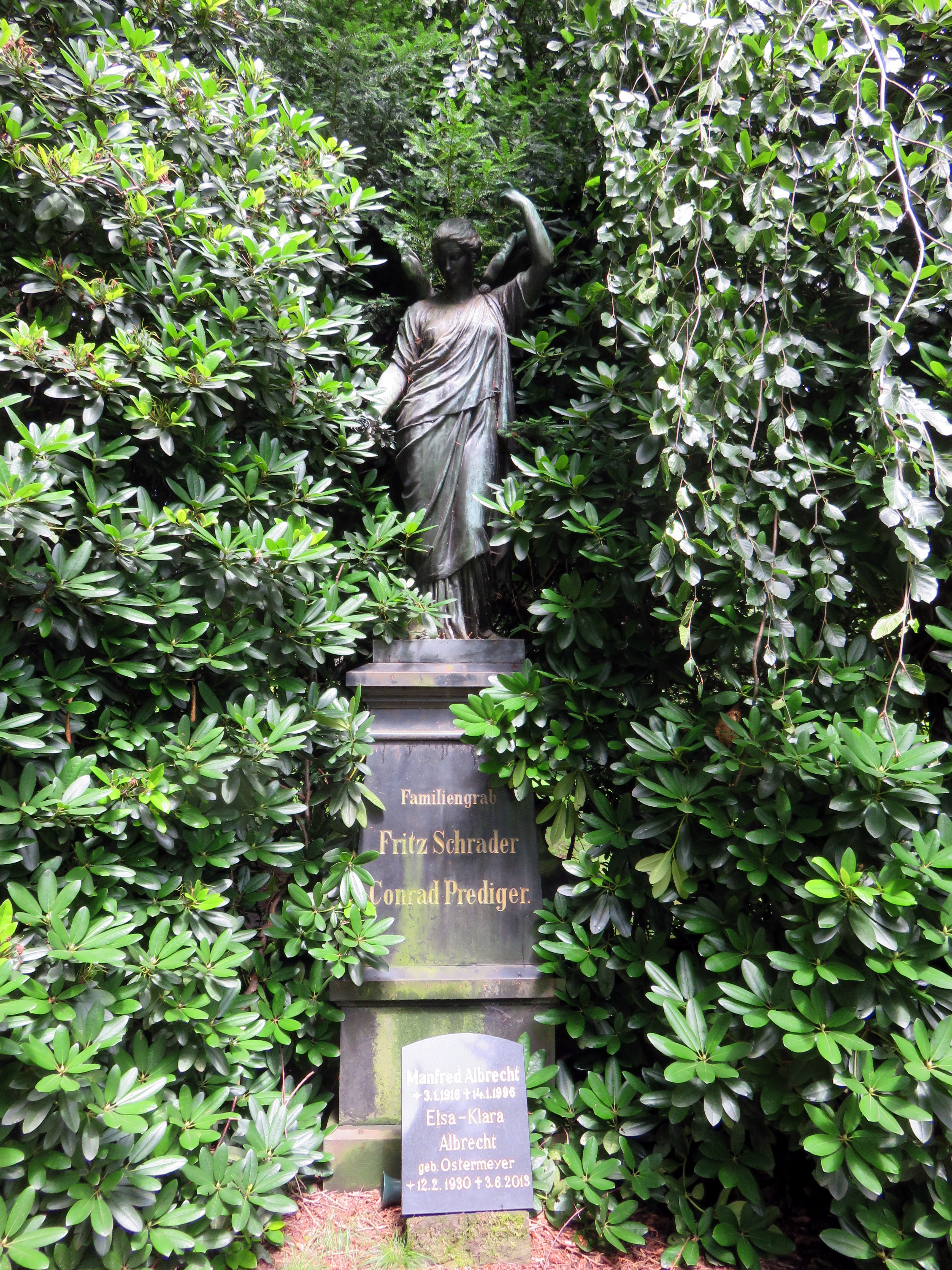
Sépulture Schrader-Prediger, au cimetière d'Ohlsdorf.